# Wadesboro
Wadesboro é uma cidade  localizada no estado norte-americano de Carolina do Norte, no Condado de Anson.

## Demografia
Segundo o censo norte-americano de 2000, a sua população era de 3552 habitantes.
Em 2006, foi estimada uma população de 5171, um aumento de 1619 (45.6%).

## Geografia
De acordo com o United States Census Bureau tem uma área de
7,7 km², dos quais 7,7 km² cobertos por terra e 0,0 km² cobertos por água. Wadesboro localiza-se a aproximadamente 111 m acima do nível do mar.

## Localidades na vizinhança
O diagrama seguinte representa as localidades num raio de 20 km ao redor de Wadesboro.